# Sanções contra o Iraque
As sanções contra o Iraque foram um quase total embargo financeiro e comercial imposto pelo Conselho de Segurança das Nações Unidas sobre a nação do Iraque. Eles começaram a 6 de agosto de 1990, quatro dias após a invasão do Kuwait pelo Iraque, e continuou até 22 de maio de 2003, após a queda do governo de Saddam Hussein durante a invasão liderada pelos EUA no início desse ano. Seu propósito foi primeiramente obrigar o Iraque a retirar os militares do Kuwait e depois de obrigar o Iraque a pagar reparações, e a expor e eliminar as supostas armas de destruição em massa, entre outras coisas.
Inicialmente, o Conselho de Segurança da ONU aprovou a Resolução 661, uma resolução que impôs severas sanções econômicas ao Iraque. Depois do fim da Guerra do Golfo de 1991, as sanções foram ampliadas e elaboradas por diante, incluindo a ligação a remoção de armas de destruição em massa (ADM) pela Resolução 687.  As sanções proibiram todas as transações comerciais e de recursos financeiros, exceto para medicina e "em circunstâncias humanitárias" géneros alimentícios. Foram talvez as mais difíceis, mais abrangentes sanções econômicas na história humana. A polêmica sobre o aumento da mortalidade infantil, pobreza e sofrimento do povo iraquiano durante as sanções levou dois altos representantes da ONU no Iraque a renunciar em protesto. As estimativas de mortes de civis durante as sanções estiveram na faixa de 100 000 a mais de 1,5 milhões, a maioria delas crianças.